# لواء الأغوار الجنوبية
لواء الأغوار الجنوبية هي أحد ألوية محافظة الكرك، الأردن. يقع في الجنوب الغربي من المملكة. يضم اللواء المناطق التالية (غور الصافي، غور المزرعة، غور الحديثة، غورفيفا، غور ذراع، المعمورة، النميرة، السلماني، الغويبة، خنزيرة). وتبلغ مساحته 350 كم وعدد سكانه 33,508 نسمة بحسب إحصائيات مارس 2020. 